# 大窝镇
大窝镇，是中华人民共和国四川省宜宾市高县曾经下辖的一个镇。2019年8月，撤销大窝镇，将原大窝镇石坝村、龙咀村、百花村、大滩村、陈垇村、新南村、土地村、燕子村、大屋村、天台社区1组和2组所属行政区域划归来复镇管辖。

## 行政区划
大窝镇撤销前下辖以下地区：
天台社区、石坝村、龙咀村、百花村、大滩村、陈垇村、新南村、土地村、燕子村、大屋村、龙洞村、三块村、太源村、得印村、印田村、川洞村、先娱村和向阳村。